# Ernst Gottfried Vivié

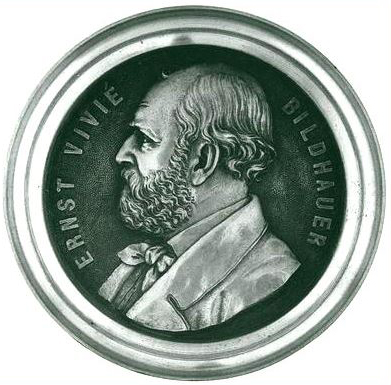
Ernst Gottfried Vivié, Medaille 1889

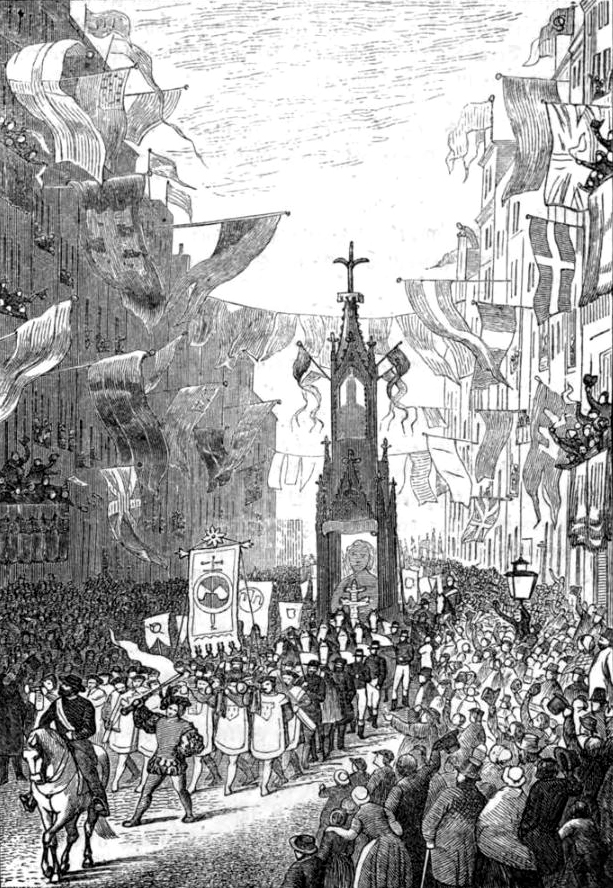
Der Zug des Hamburger Künstlervereins im Schiller-Festzug (hinter den Musikanten in weißer Tracht) am 13. November 1859. Auf dem Pferd vor dem Zug Ernst Gottfried Vivié

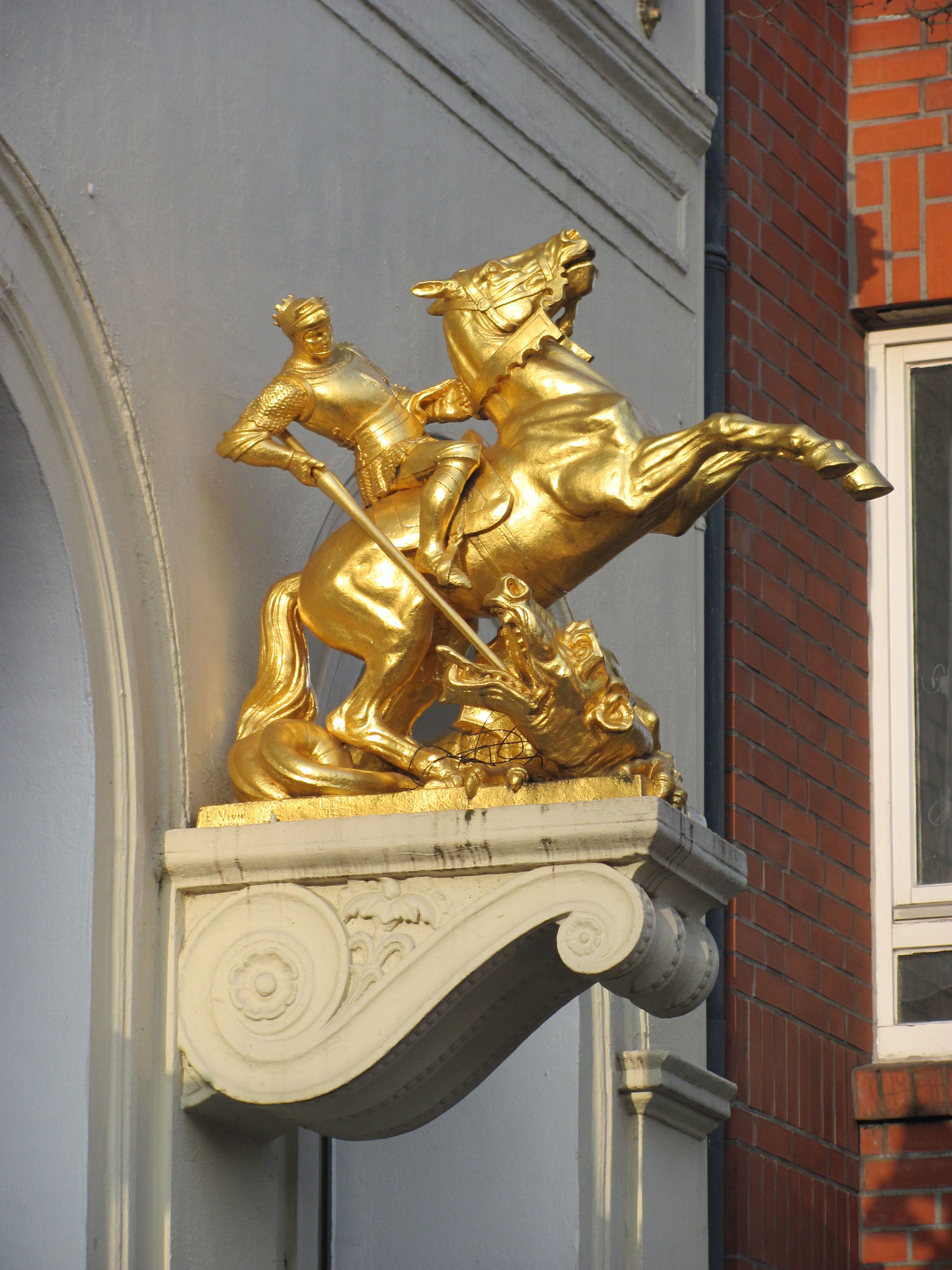
Vergoldete Figur des Heiligen Georg in der Langen Reihe 39 in Hamburg-St. Georg, Kopie der Statuette von Ernst Gottfried Vivié

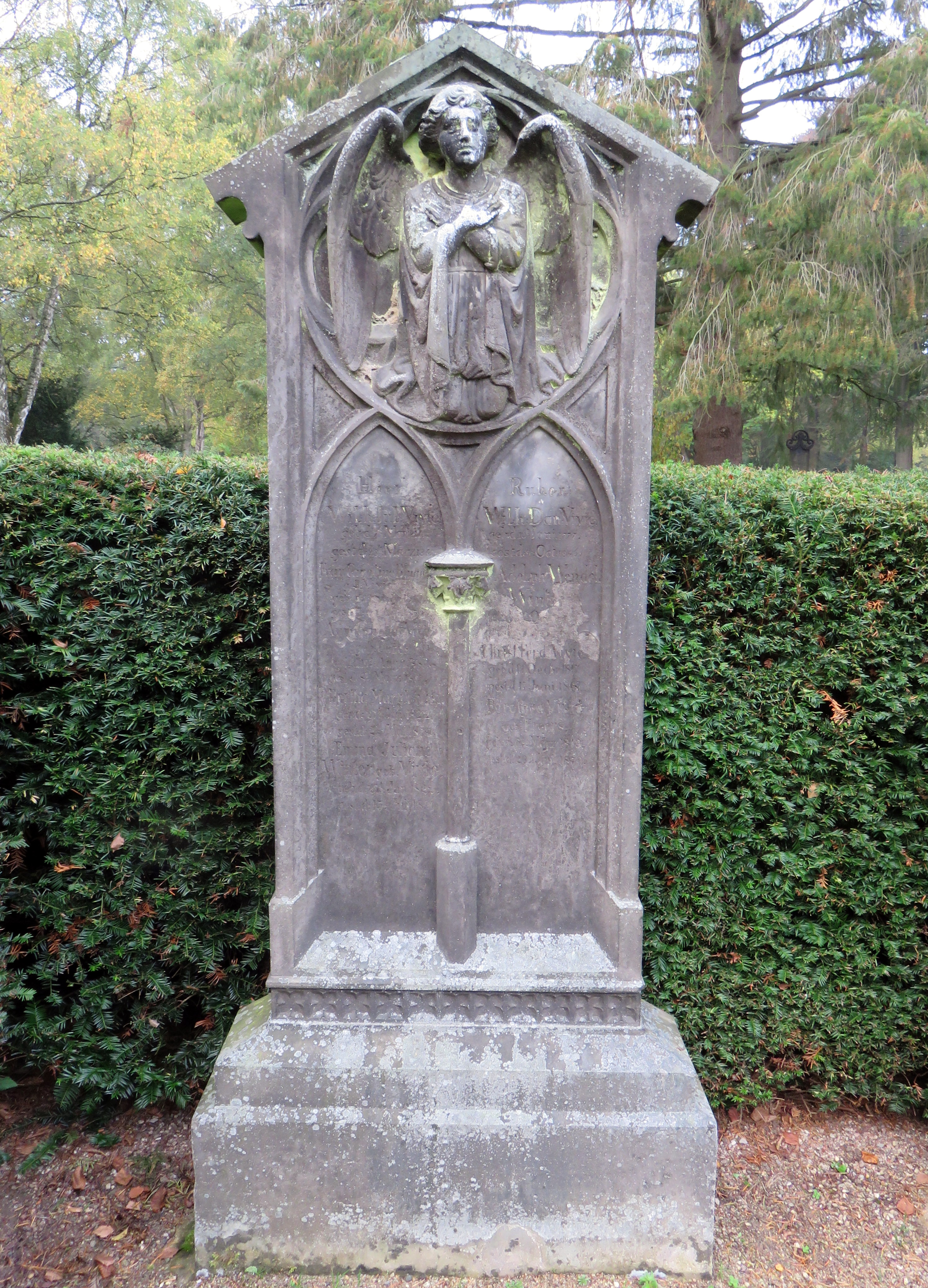
Grabstein des Vaters Wilhelm Daniel Vivié, 1846 von Ernst Gottfried Vivié angefertigt, Grabmal-Freilichtmuseum Heckengarten, Friedhof Ohlsdorf

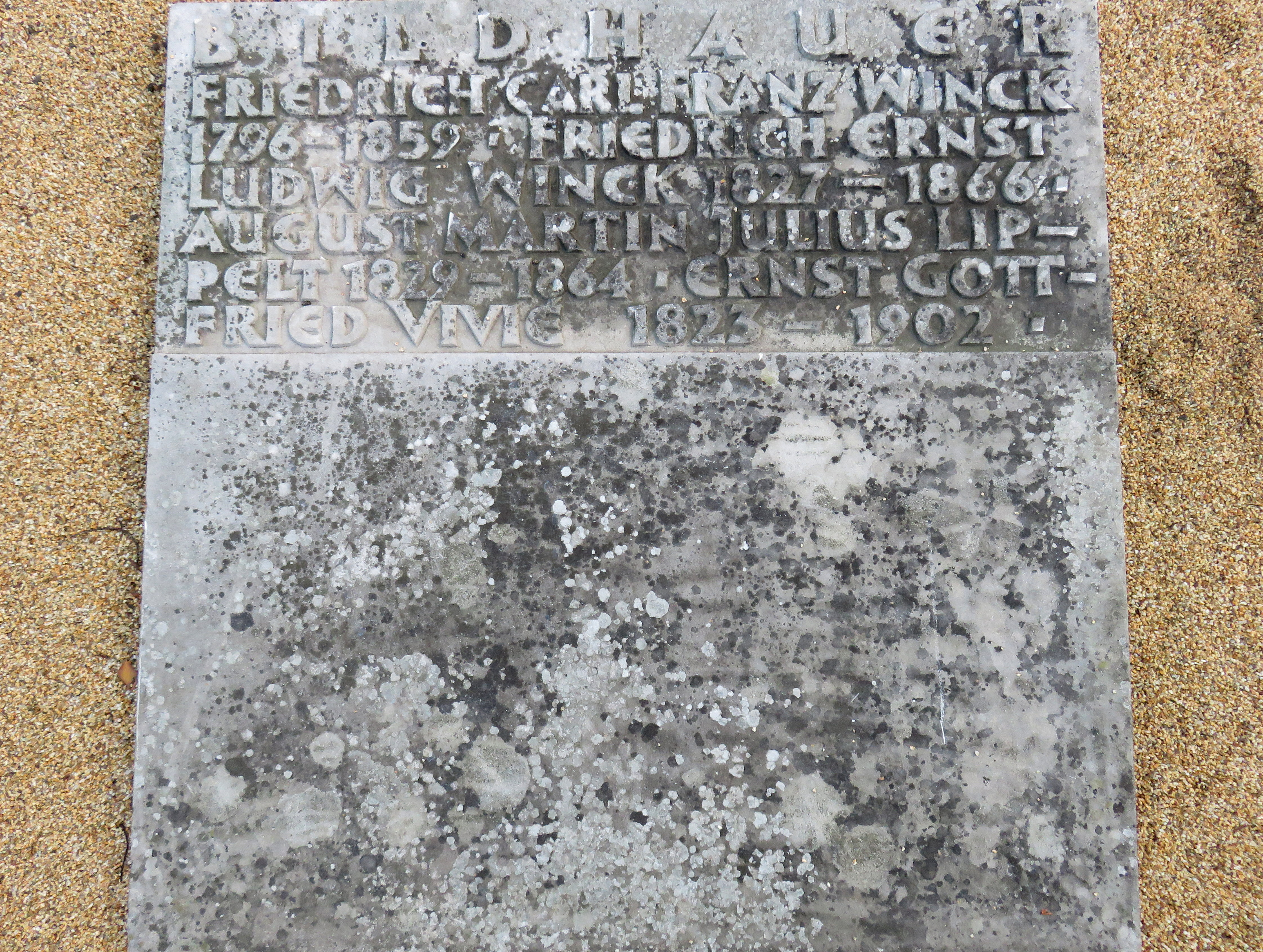
„Ernst Gottfried Vivié“, Sammelgrabmal Bildhauer, Friedhof Ohlsdorf

Ernst Gottfried Vivié (* 13. Mai 1823 in Hamburg; † 18. Dezember 1902 ebenda) war ein deutscher Bildhauer, Vizepräsident der Hamburgischen Bürgerschaft, Vorsitzender der Patriotischen Gesellschaft und Ehrenpräsident des Hamburger Gewerbevereins.

## Leben
Ernst Gottfried Vivié entstammt einer Hugenotten-Familie, die aus Nimes über Holland nach Hamburg gekommen war. Er wurde als Sohn des Kaufmanns und Buchhalters in einem Bankhaus Wilhelm Daniel Vivié († 1846) und dessen Frau Anna Catharina, geborene Cords, geboren. Ernst Gottfried Vivié wurde 1836 und 1837 im Atelier von Otto Sigismund Runge ausgebildet. Er begleitete diesen 1838 nach St. Petersburg, wo er vier Monate später, nach Runges Tod, dessen Arbeiten, sieben große Basreliefs für die Ausschmückung des wieder aufgebauten Winterpalais beendete. Danach war er ein Jahr und drei Monate für August Julius Streichenberg im Petersburger Schloss tätig. Dafür erhielt er eine silberne Erinnerungsmedaille. 1840 reiste er nach München und studierte dort an der Akademie der Bildenden Künste bis 1844. Nebenbei arbeitete er in dem Atelier seines Lehrers Ludwig von Schwanthaler und wurde Mitglied des Kunstvereins München.
Am 1. Januar 1845 kehrte er nach kurzen Aufenthalten in Dresden und Berlin nach Hamburg zurück, wo er mit Arbeiten für den Wiederaufbau nach dem Großen Brand beschäftigt war. Nebenbei entstand eine Gruppe in Gips, Faun und Bacchantin, wovon der Kunstverein München das Original ankaufte. 1846 war sein Atelier in der Lilienstraße 14. 1846 entstand die acht Fuß hohe Skulptur Der Frieden, 1847 eine vier Fuß hohe Statue in Marmor, ein Mädchen, das eine Taube liebkost. Sie wurde von Carl Heine angekauft. Im selben Jahr schuf er zwei Fuß hohen Becher in Terrakotta, dessen Reliefs die Einigkeit als Motiv haben. Ab 1847 befand sich sein Atelier in der Caffamacherreihe 25. 1849 arbeitete er an verschiedene Holzschnitzarbeiten am Altar für die St.-Nikolai-Kirche. 1850 kreierte er eine Büste, die die Nichte von Heinrich von Struve darstellte. Er gewann den ausgeschriebenen Wettbewerb um die Skulptur des Evangelisten Lukas, die der Hamburger Künstlerverein von 1832, dessen Mitglied er war, der Nikolaikirche stiftete. Er war auch Mitglied der Allgemeinen Deutschen Kunstgenossenschaft. Es entstanden weitere Arbeiten wie zum Beispiel die Skulpturen von Adolf IV. für das Maria-Magdalenen-Kloster und Karl der Große für die Hamburger Kunsthalle und eine Kranzträgerin. Ab 1856 befand sich sein Atelier und seine Wohnung in der Straße Große Drehbahn 41 (heute Drehbahn). Um 1859 entstand die Statuette Heiliger Georg aus Zink. 1859 schuf er auch eine große Büste von Friedrich Schiller für den Vereinszug des Hamburger Künstlervereins von 1832 des Schiller-Festzuges. Er selbst ritt am 13. November 1859 auf einem Pferd an der Spitze des Vereinszuges des Hamburger Künstlervereins vorweg. Ab 1861 befand sich sein Atelier in der Caffamacherreihe 32 und ab dem 1. Mai 1874 wohnte er in der ABC-Straße 6, während sein Atelier sich nun in der Ulricusstraße 31 befand. Ab 1880 lautete seine Adresse Parkallee 5 und ab 1886 Fruchtalle 1. Ab 1896 wohnte er in der Adolfstraße 28 (heute Bernstorffstraße) und von 1898 bis zu seinem Tode Mundsburger Damm 67.
Ernst Gottfried Vivié war auch Zeichenlehrer und Lehrer in der Modellierklasse der Gewerbeschule der Patriotischen Gesellschaft, die sich im Gebäude des Museums für Kunst und Gewerbe befand und die Vorläuferin der heutigen Hochschule für bildende Künste Hamburg war. Außerdem war er Mitglied der Gesellschaft und von 1864 bis 1866 deren erster Vorsitzender sowie deren proponierender Sekretär. Er war von 1859 bis 1893 Mitglied der Hamburgischen Bürgerschaft (Fraktion der Linken) und unter anderem deren 2. Vizepräsident von 1882 bis 1890. Zudem war er ein Gründer und Ehrenpräsident des Hamburger Gewerbevereins. Er war auch Mitglied der Commission des Museums für Kunst und Gewerbe.
Auf dem mit Öl auf Eichenholz von Günther Gensler gefertigten Gemälde Künstlerische Unterhaltung von 1849 wurde Ernst Gottfried Vivié zusammen mit Theodor Bülau und Franz Bernhard Schiller abgebildet. Vivié erwarb das Gemälde und schenkte es 1872 dem Museum für Kunst und Gewerbe.
Auf dem Ohlsdorfer Friedhof, im Bereich des Althamburgischen Gedächtnisfriedhofs nahe dem Haupteingang des Friedhofs, wird auf dem Sammelgrabmal Bildhauer unter anderen an Ernst Gottfried Vivié erinnert.

### Familie
Ernst Gottfried Vivié hatte mit seiner Frau Auguste, geborene Donauer, den Sohn Wilhelm Daniel Vivié (1849–1919), der Architekt und Baurat bei der Baupolizeibehörde war. Er ließ ihn als Kind von Hermann Steinfurth porträtieren.

## Schüler
- Emmerich Andresen, Bildhauer
- Julius Lippelt, Bildhauer
- Bruno Piglhein, Bildhauer und Maler

## Ausstellungen (Auswahl)
- 1858: 15. Gruppenausstellung des Kunstvereins in Hamburg[19]

## Werke (Auswahl)
- 1838 und 1839: Sieben große Basreliefs für die Ausschmückung des wieder aufgebauten Winterpalais in St. Petersburg
- 1845: Figurengruppe Faun und Bacchantin in Gips – Original vom Kunstverein München angekauft
- 1846: Skulptur Der Friede – 8 Fuß (243,84 cm)
- 1846: Grabstein des Vaters Wilhelm Daniel Vivié, Grabmal-Freilichtmuseum Heckengarten, Friedhof Ohlsdorf
- 1847: Skulptur Mädchen, das eine Taube liebkost in Marmor – 4 Fuß (121,92 cm) – Von Carl Heine angekauft
- 1847: Becher in Terrakotta, dessen Reliefs die Einigkeit als Motiv haben – 2 Fuß (60,96 cm)
- 1849: Holzschnitzarbeiten am Altar für die St.-Nikolai-Kirche
- 1850: Büste, die die Nichte von Heinrich von Struve darstellt
- 1855 oder vorher: Statue Friedrich Schiller[20]
- 1857 oder vorher: Entwurf und Modelle der drei Zwerge des in Bronze gegossenen Untersatzes des Lukaspokals.[21] Die Zwerge symbolisieren die drei Künste Malerei, Bildhauerei und Architektur.
- 1859: Große Büste Friedrich Schillers für den Vereinszug des Hamburger Künstlervereins von 1832 des Schiller-Festzuges 1859
- Um 1859: Statuette Heiliger Georg aus Zink. Wegen der Säureempfindlichkeit von Zink (Autoabgase) hat man das Original an der Häuserfassade Lange Reihe 39 in Hamburg-St. Georg durch eine Kopie ersetzt und das Original im Hauseingang auf einem Sockel aufgestellt.[22]
- 18??: Holzschnitzarbeiten an der Kanzel der St.-Nikolai-Kirche
- 18??: Statue des Apostels Petrus für die St.-Nikolai-Kirche
- 18??: Statue des Evangelisten Lukas für die St.-Nikolai-Kirche
- 18??: Kranzträgerin
- 18??: Statue Adolf IV. für das Maria-Magdalenen-Kloster
- 18??: Statue Karl der Große für die Hamburger Kunsthalle
- 18??: Weißer Christus am Kreuz. Auf Wunsch der Gemeinde musste nachträglich von Vivié eine Dornenkrone aufgesetzt werden. – Kirche St. Dionys und St. Jakobus in Lütau